# Megalithanlagen im Schieringer Forst
Die Megalithanlagen im Schieringer Forst liegen in Barskamp in der Stadt Bleckede im Landkreis Lüneburg in Niedersachsen. Sie entstanden zwischen 3500 und 2800 v. Chr. als Megalithanlagen der Trichterbecherkultur (TBK) und tragen die Sprockhoff-Nrn. 706–711. Sie sind teilweise sehr gut erhalten.

## Lage
Die Megalithanlagen 1, 2, 3 und 8 befinden sich südöstlich von Barskamp im Forst südlich der Walmsburger Straße (L231) nach Walmsburg. Kurz hintereinander liegen hier zwei Wanderparkplätze an der Straße, von denen aus die Anlagen zu erreichen sind. Die Anlagen 4, 5 und 6 liegen 1,3 nordnordöstlich davon nahe dem Waldrand. Anlage 7 liegt außerhalb des Forstes 3 km westlich. 1,8 km südlich liegt das Großsteingrab Tosterglope 2.

## Beschreibung

### Anlage Barskamp 1
Südwestlich des „ersten Parkplatzes“ (von Barskamp aus) liegt ein etwa 60 Meter langes, etwa west-ost orientiertes rechteckiges Hünenbett mit der Sprockhoff-Nr. 706.
Die nahezu vollständigen und in situ befindlichen Einfassungssteine umschließen einen etwa einen Meter hohen Erdhügel. Aufrecht steht, vor der Fluchtlinie der südlichen Langseite am Westende, ein einzelner Wächterstein. Die im Osten gestörte Kammer befindet sich nahe dem östlichen Ende des Bettes. Sie besitzt noch fünf Tragsteine und drei in die Kammer gestürzte Decksteine. Ernst Sprockhoff vermutete, dass sie ursprünglich vier Decksteine besaß.

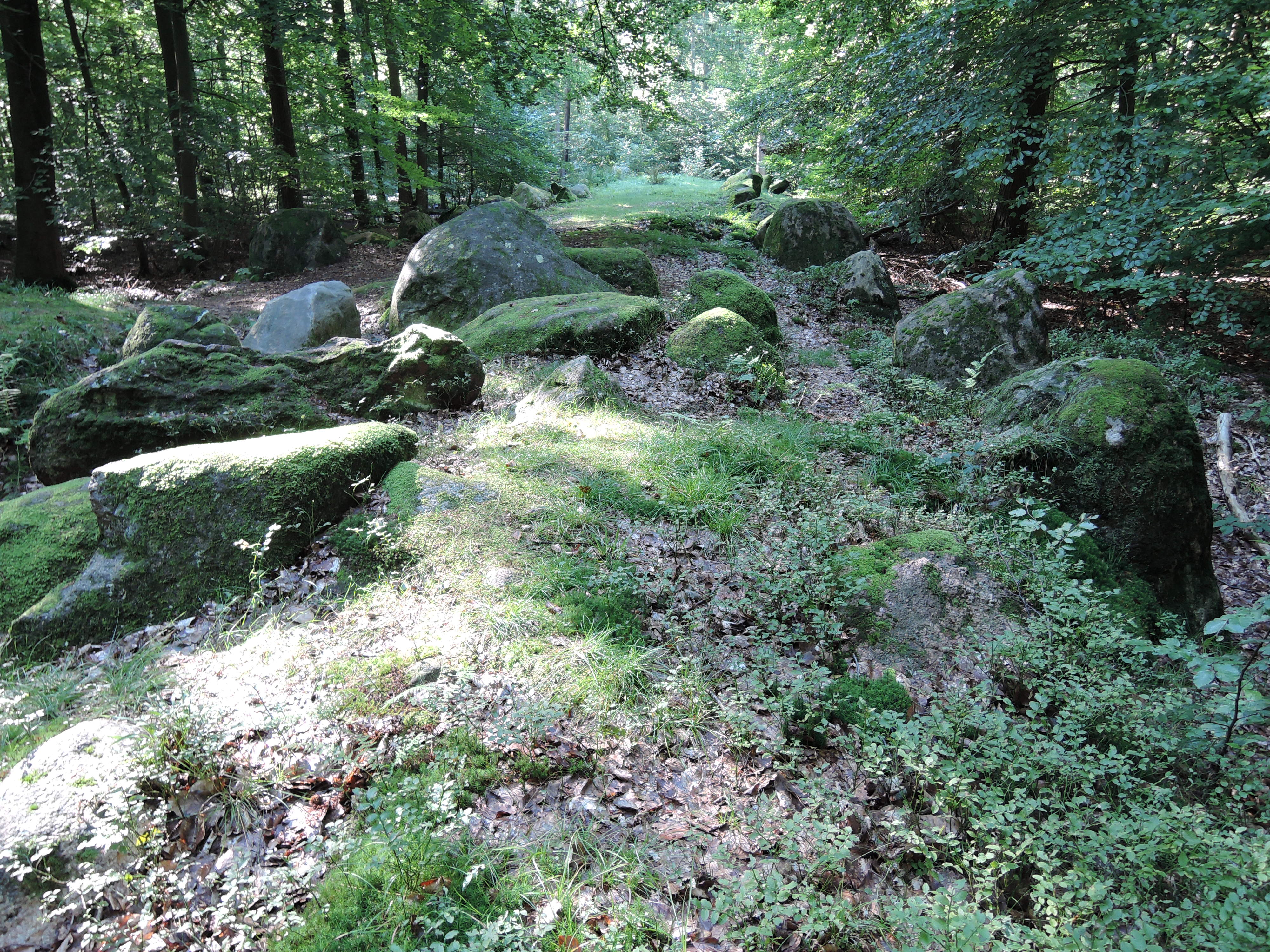
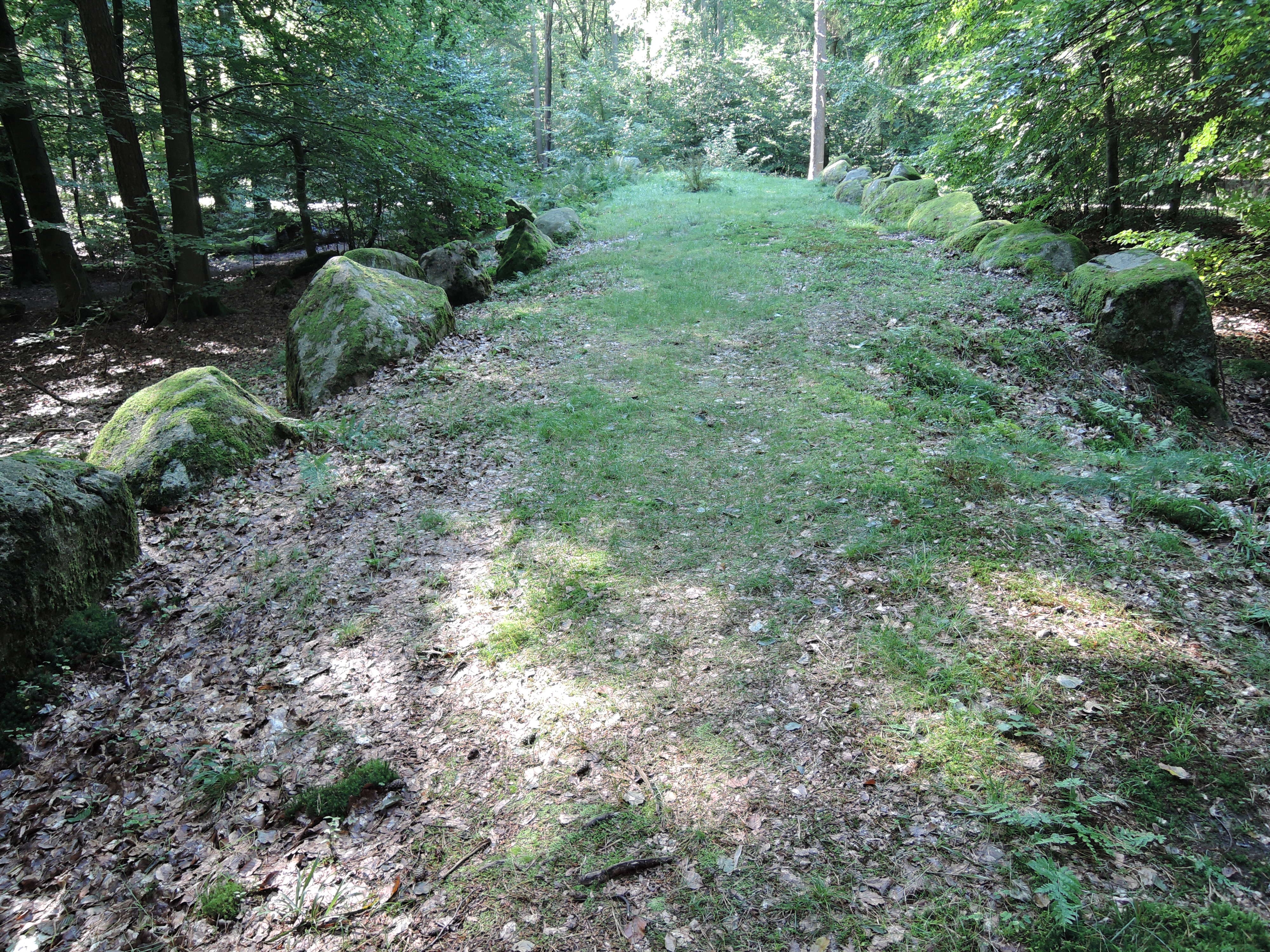
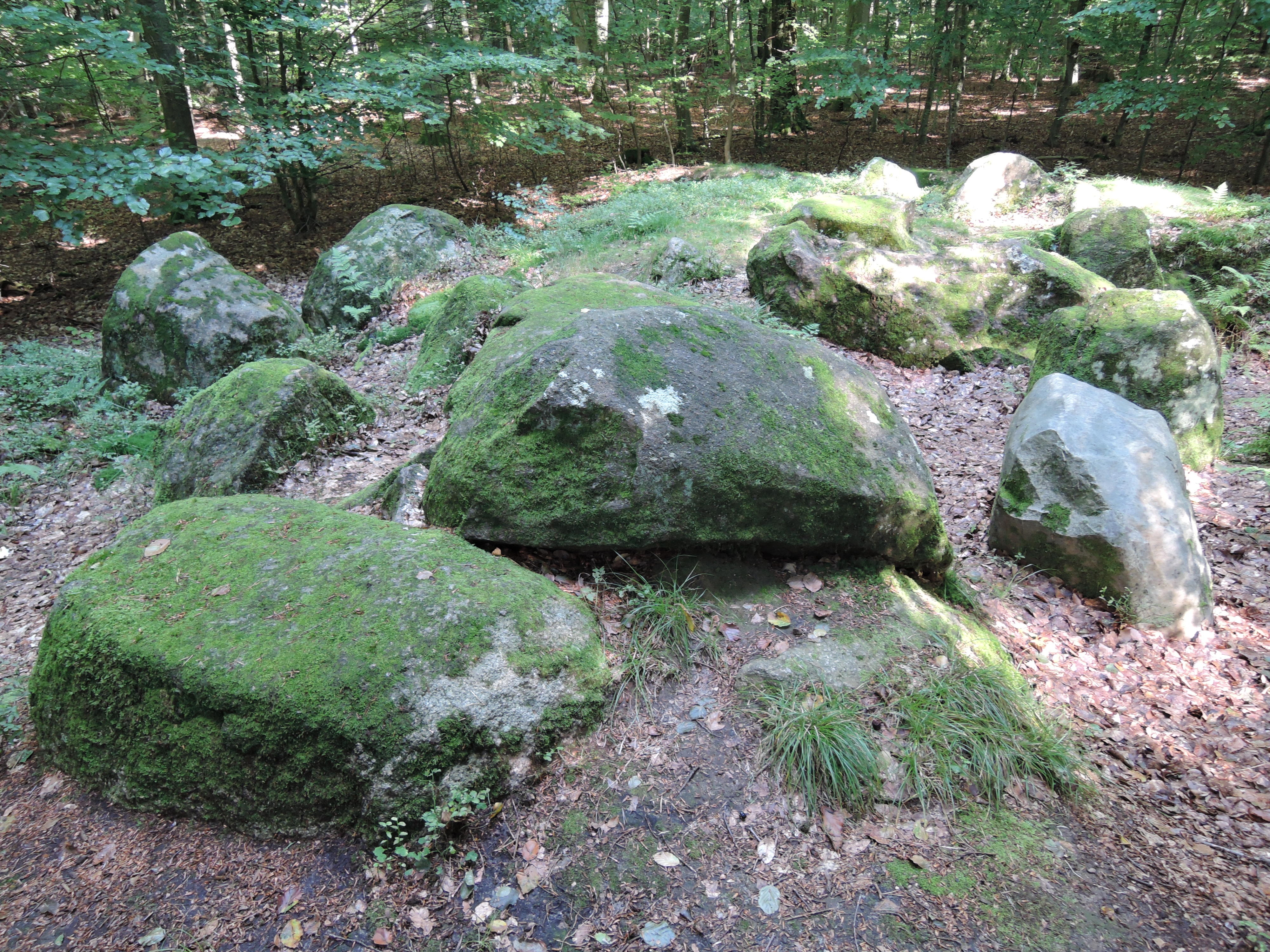
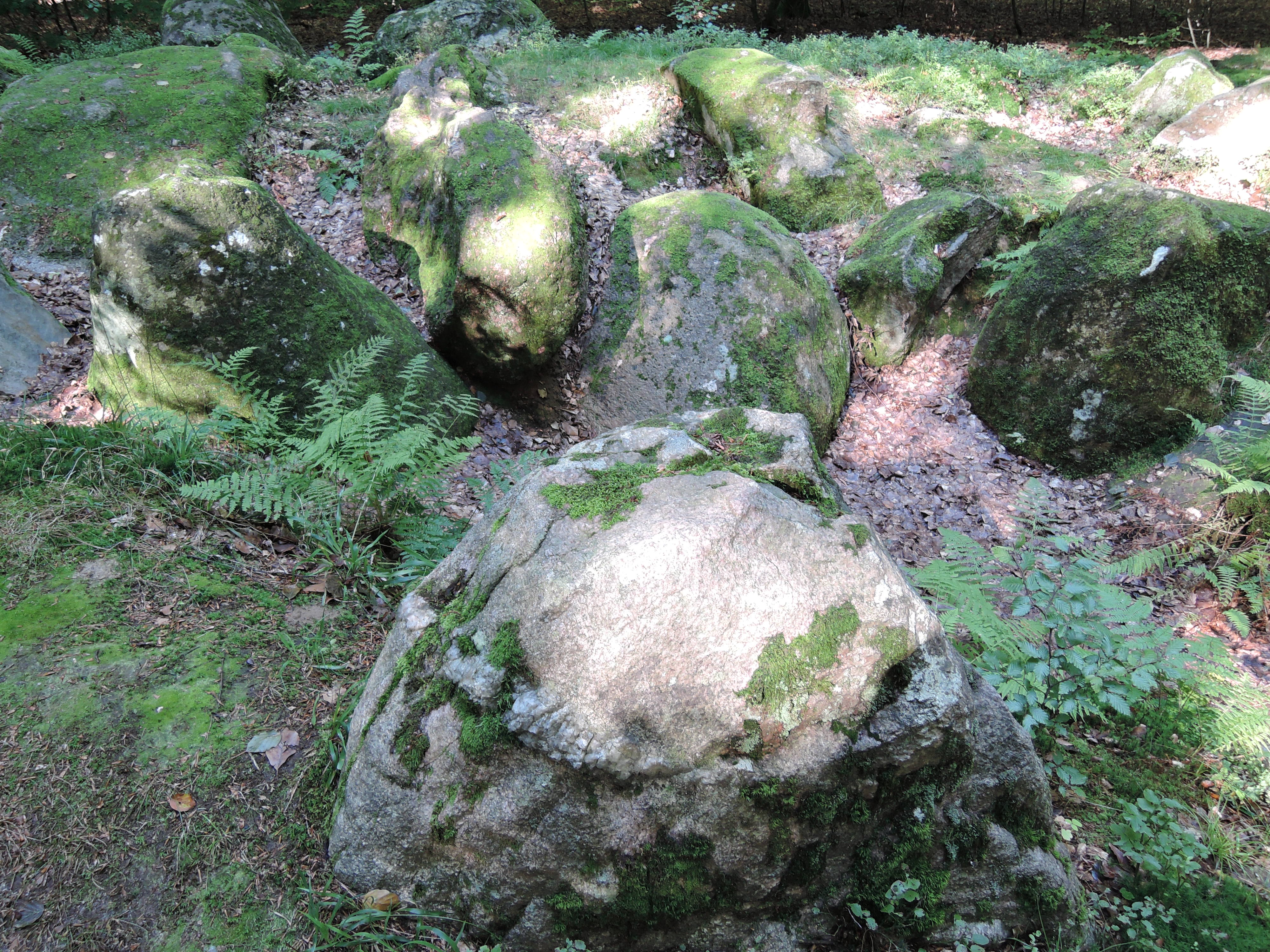

### Anlage Barskamp 2
Das zweite, etwa 45 Meter lange ost-west orientierte trapezoide Hünenbett (Sprockhoff-Nr. 708) befindet sich südwestlich des zweiten Parkplatzes. Auch hier sind nahezu alle Einfassungssteine erhalten und begrenzen den stattlichen Erdhügel. Alle 14 Tragsteine und ein Deckstein der langen, am Westende des Bettes gelegenen Kammer, befinden sich noch in situ. Drei weitere Decksteine liegen neben der Kammer. Ernst Sprockhoff hält den Zugang zur Kammer an der Nordseite in einer Lücke zwischen den Tragsteinen für möglich.
1876 wurde die Kammer von J. H. Müller untersucht. Dabei wurde eine Bodenpflasterung freigelegt. Darüber hinaus wurden Aschelager, Gefäßreste, geglühte Feuersteine und ein großer Brandplatz entdeckt, der von fein gespaltenen Granitstücken eingefasst war. Die Funde sind verschollen. 
Südlich des Hünenbettes liegt der „Opferberg“ genannte, steile Grabhügel von etwa vier Metern Höhe. Eventuell erfolgte die Abplattung seiner Kuppe erst im 20. Jahrhundert, denn in alten Berichten wird er höher angegeben. Aufgrund der Ausmaße ist zu vermuten, dass er eine Steinkammer birgt.

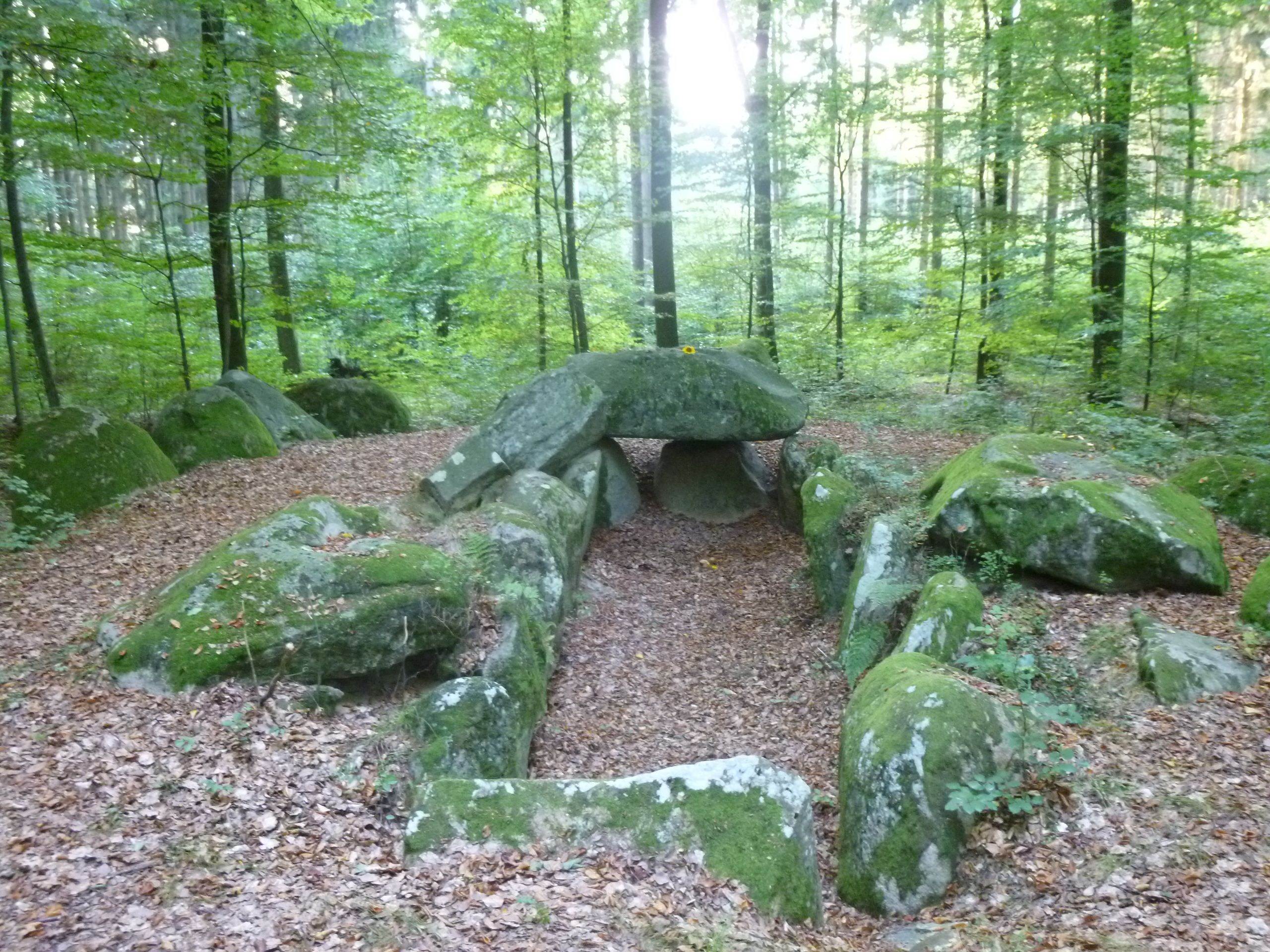
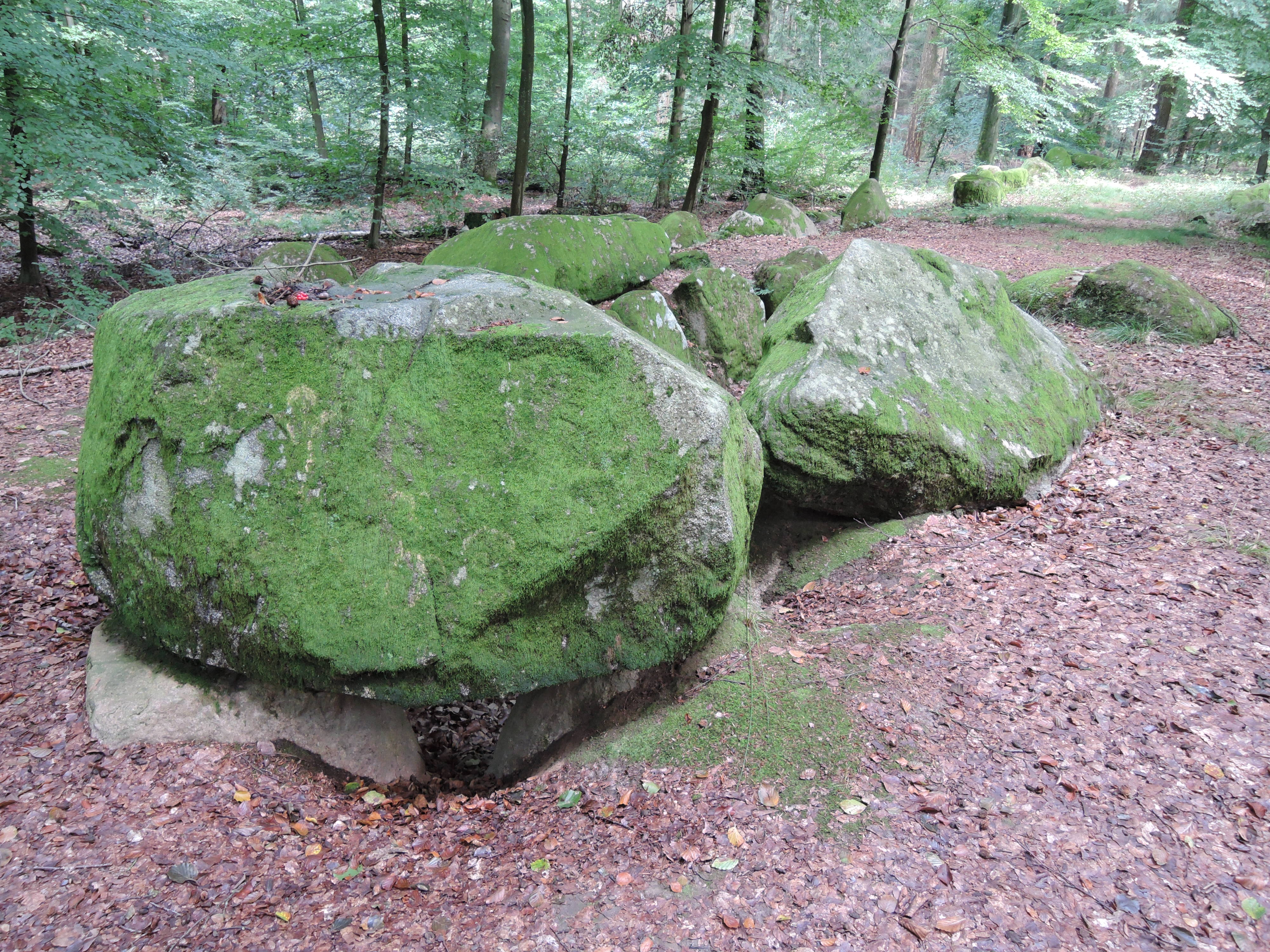
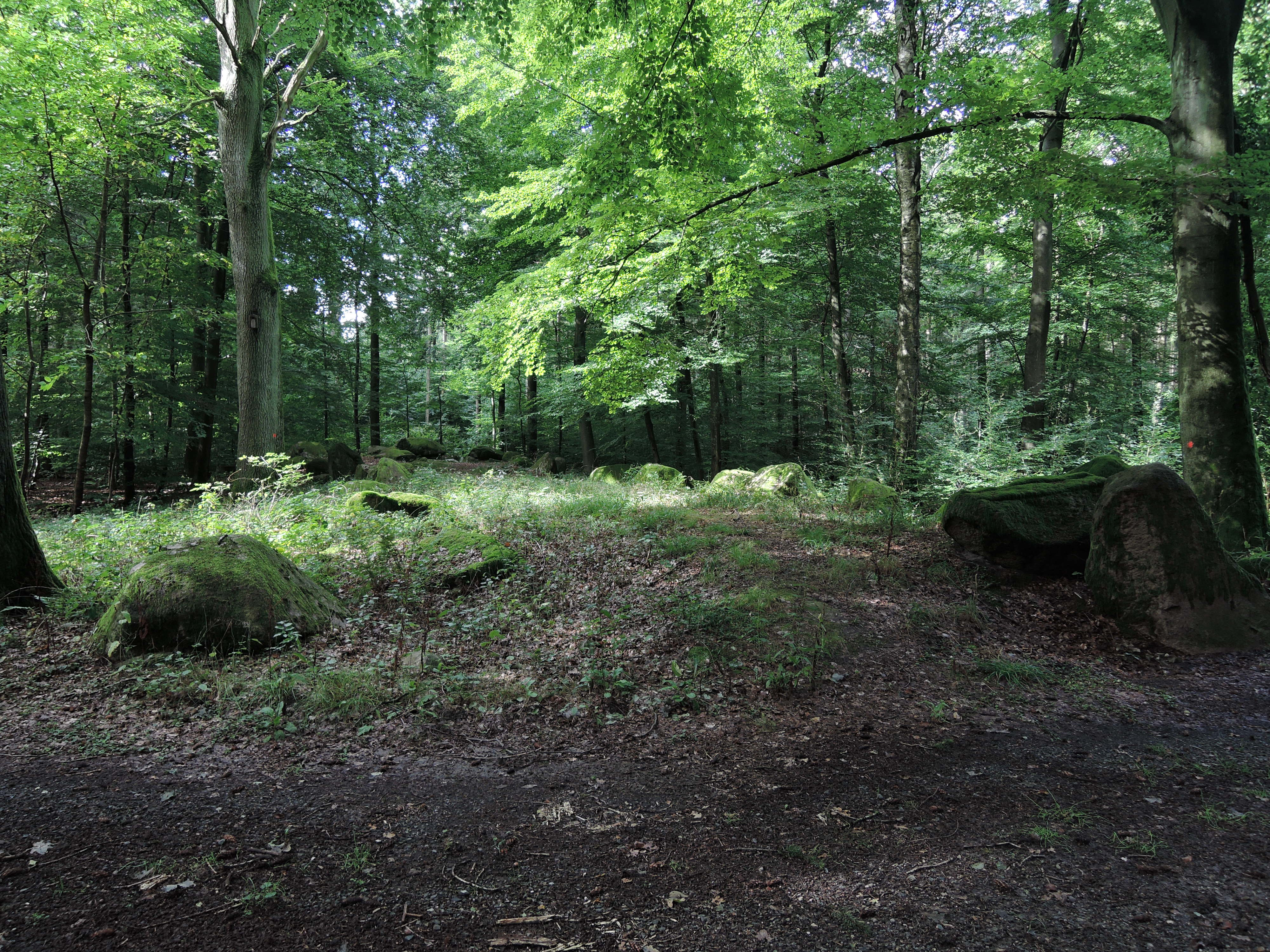
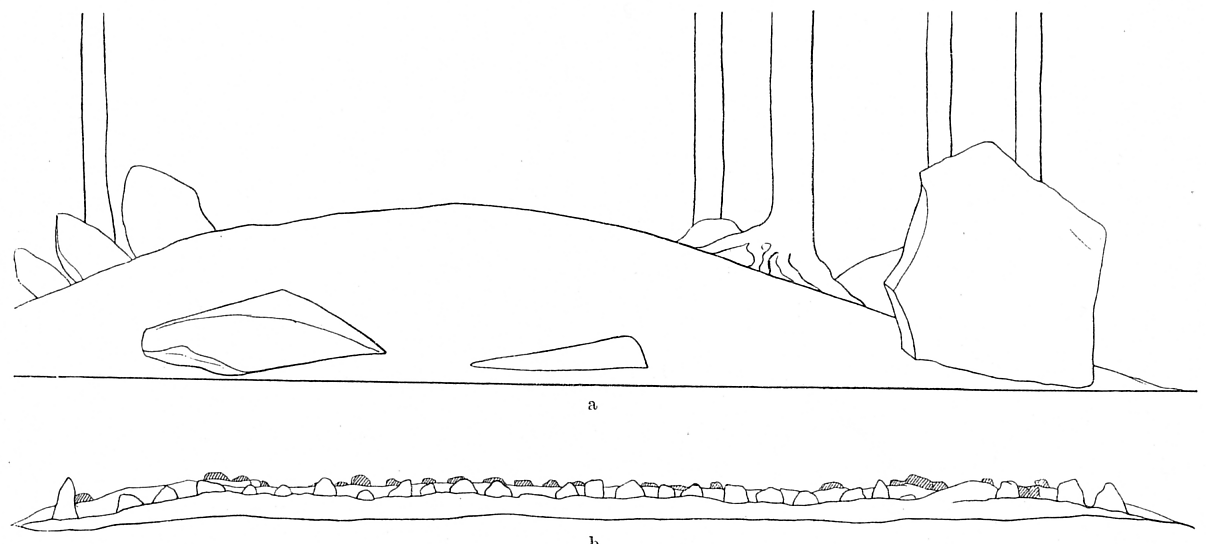
Zeichnung nach Lienau

### Anlage Barskamp 3
Etwa in der Mitte zwischen Anlage 1 und 2 liegen die Reste des Großsteingrabes 3 (Sprockhoff-Nr. 707). Die Anlage ist so stark gestört, dass keine Bestimmung möglich ist.

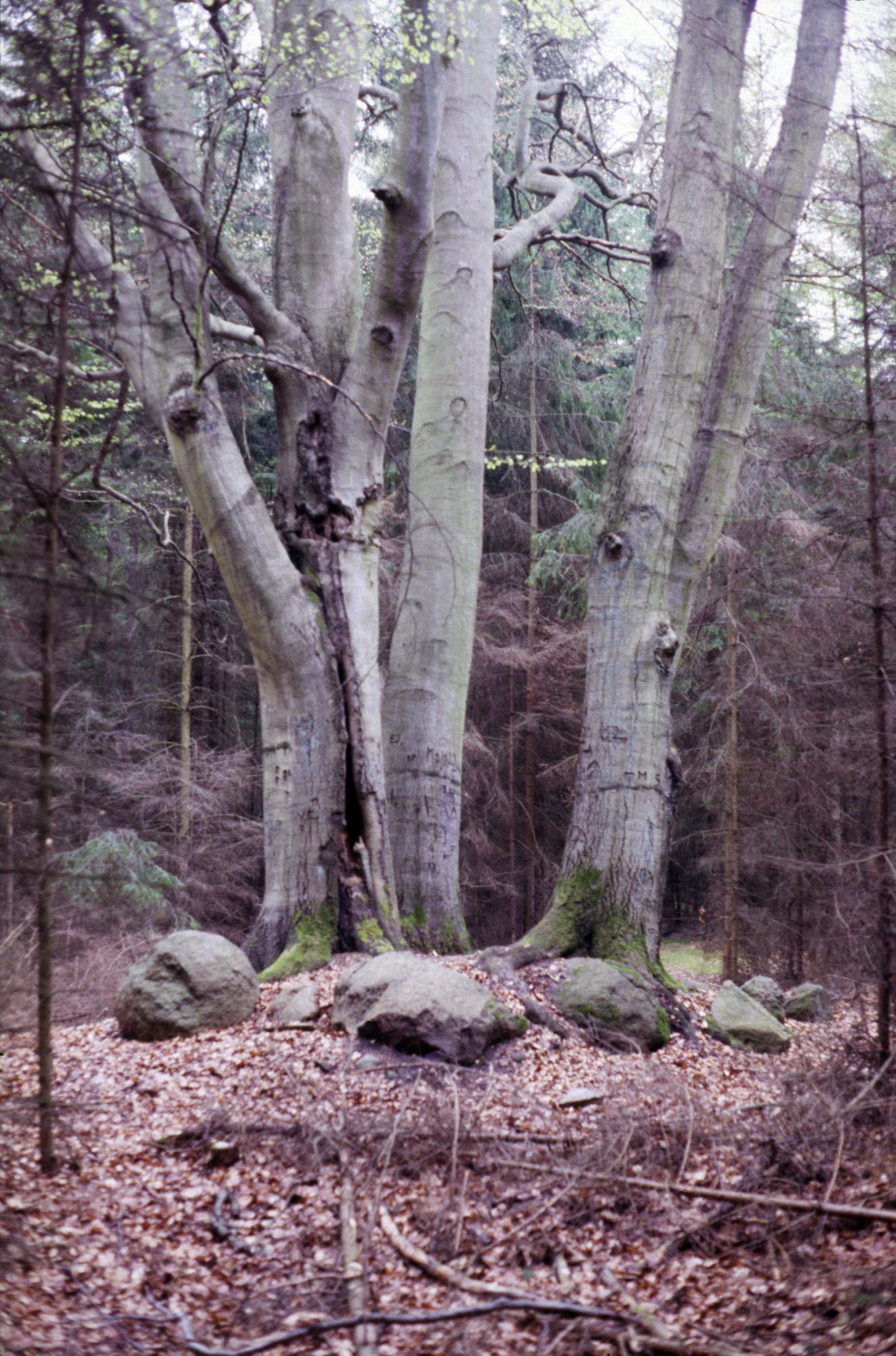
Situation 1988
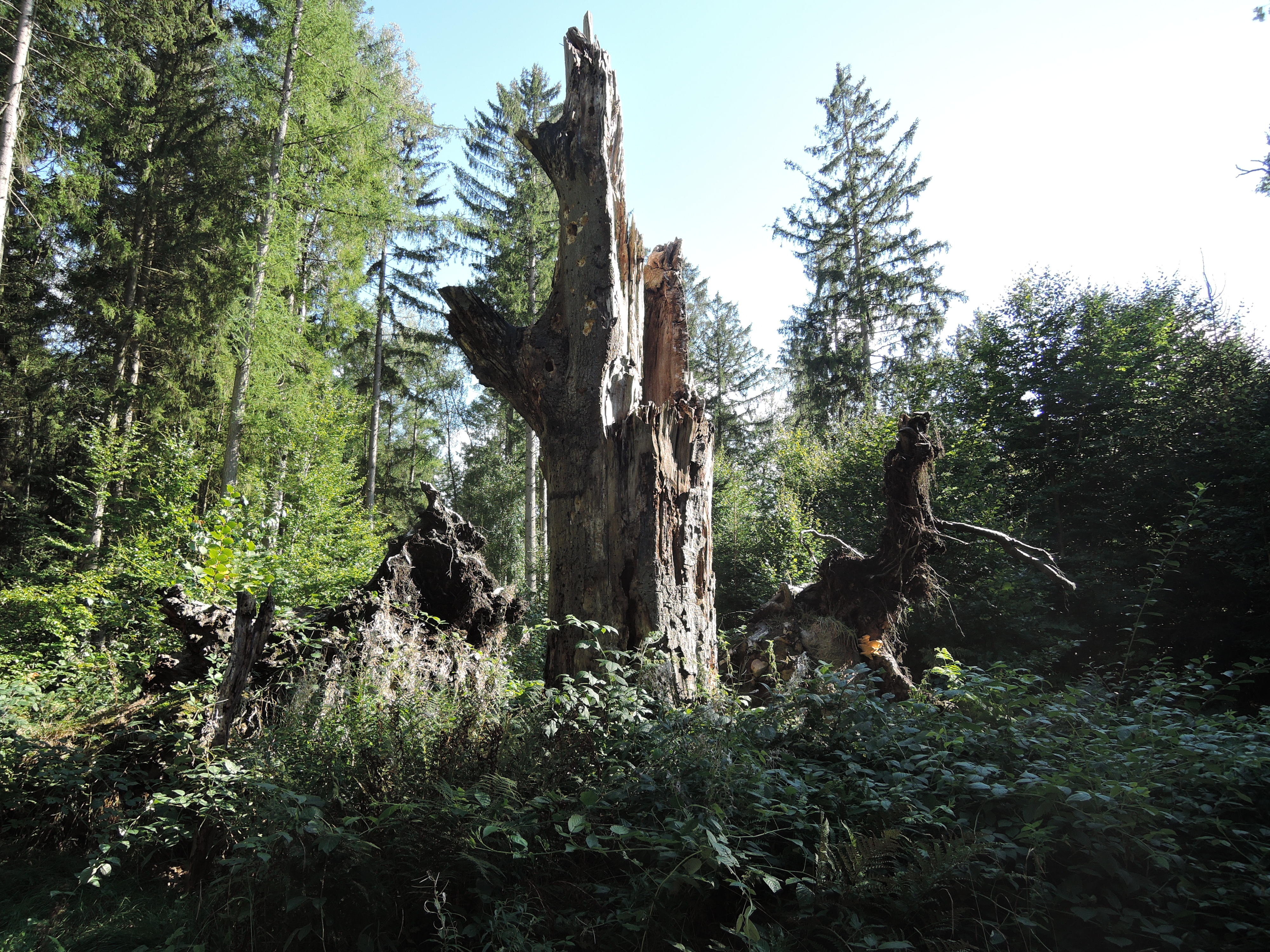
Situation 2024
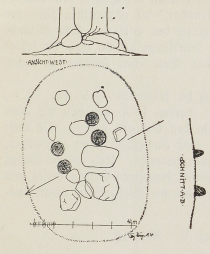
Zeichnung nach Krüger

### Anlage Barskamp 8

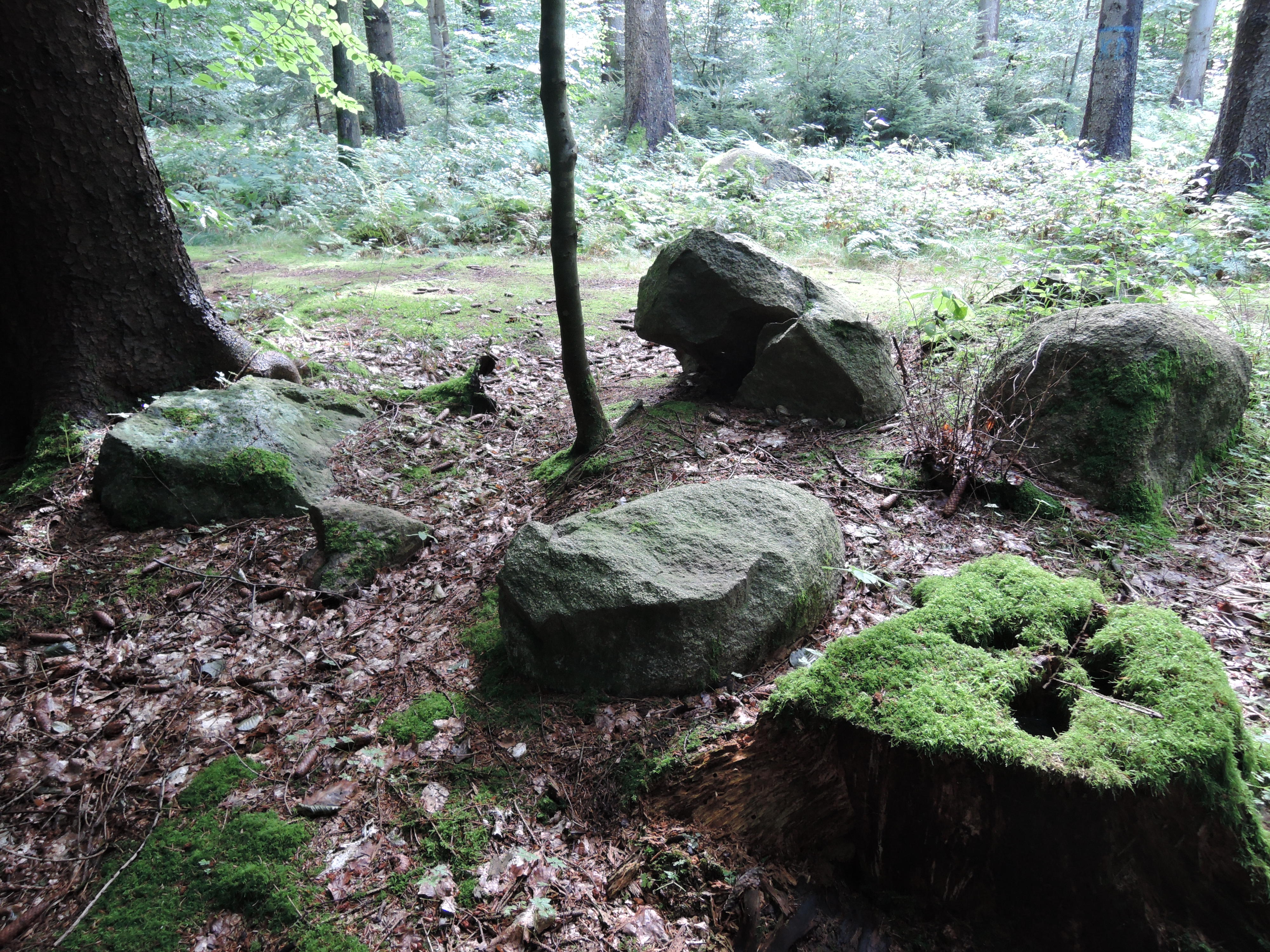
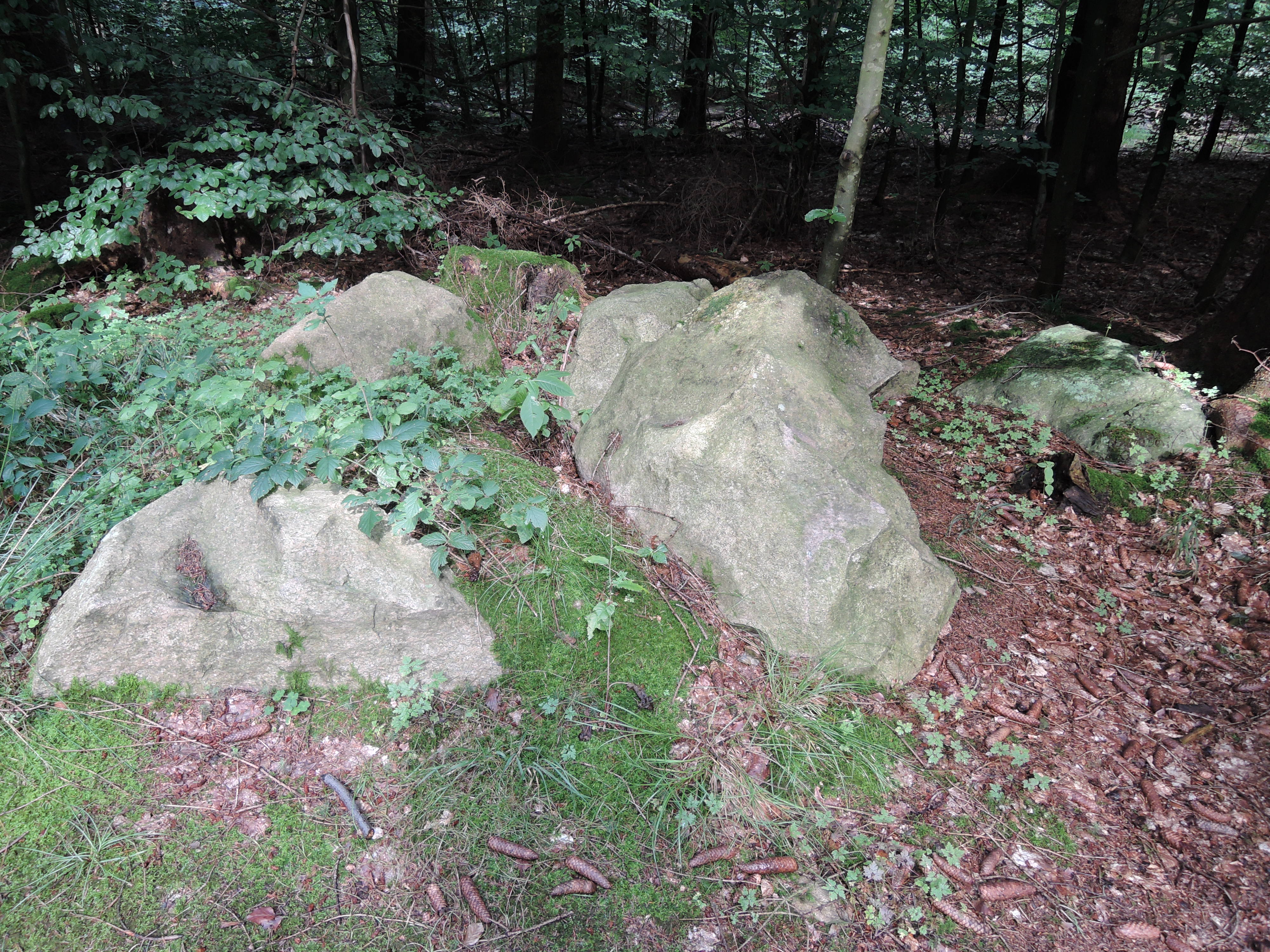
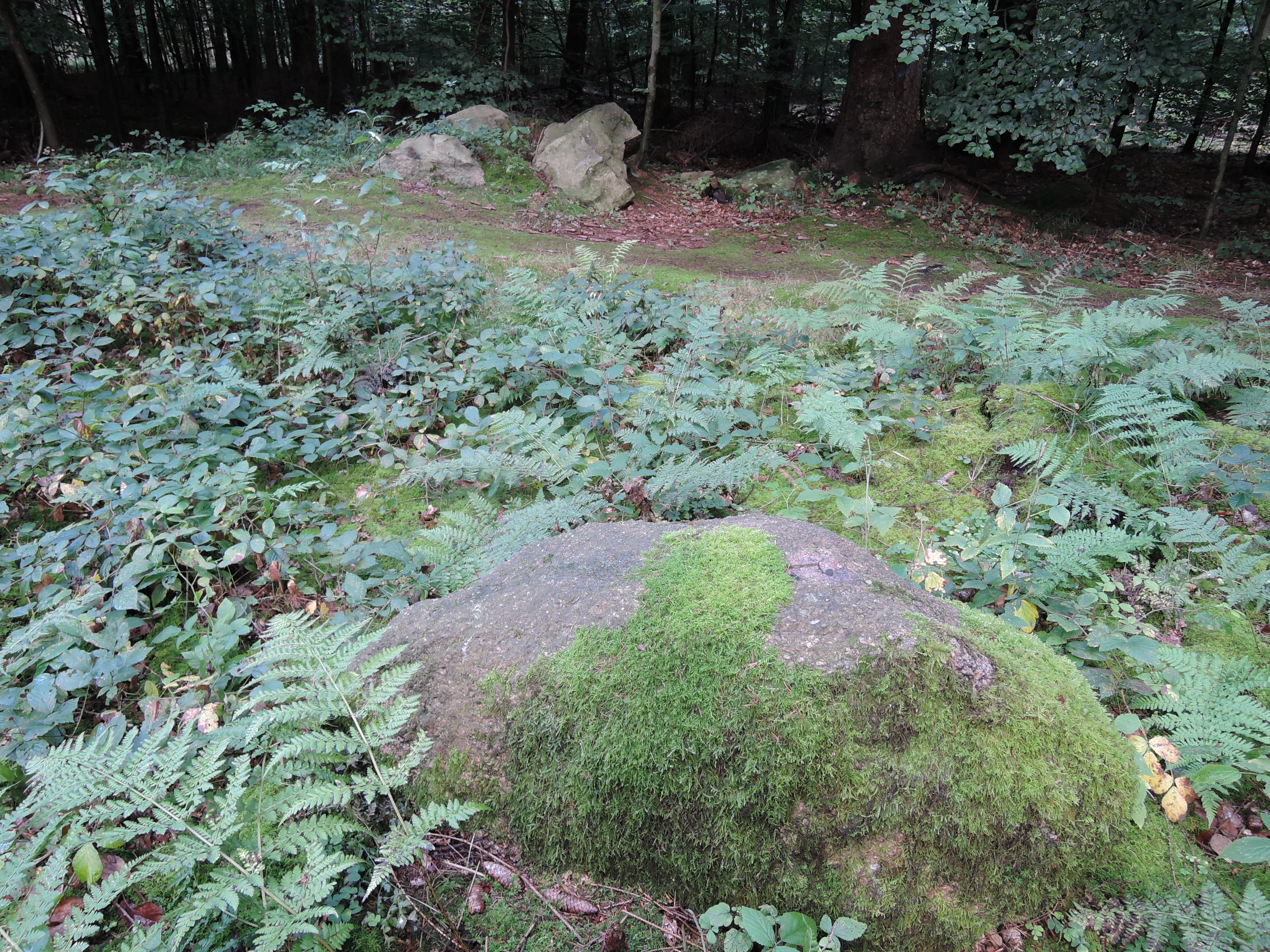

40 m westlich von Anlage 2, nördlich und südlich des Weges zu den Anlagen 1 und 3, liegen die Reste eines weiteren Großsteingrabes. Auch diese Anlage ist so stark gestört, dass eine genauere Bestimmung nicht möglich ist. Sprockhoff erwähnt sie nicht.

### Anlage Barskamp 4
Sprockhoff-Nr. 711

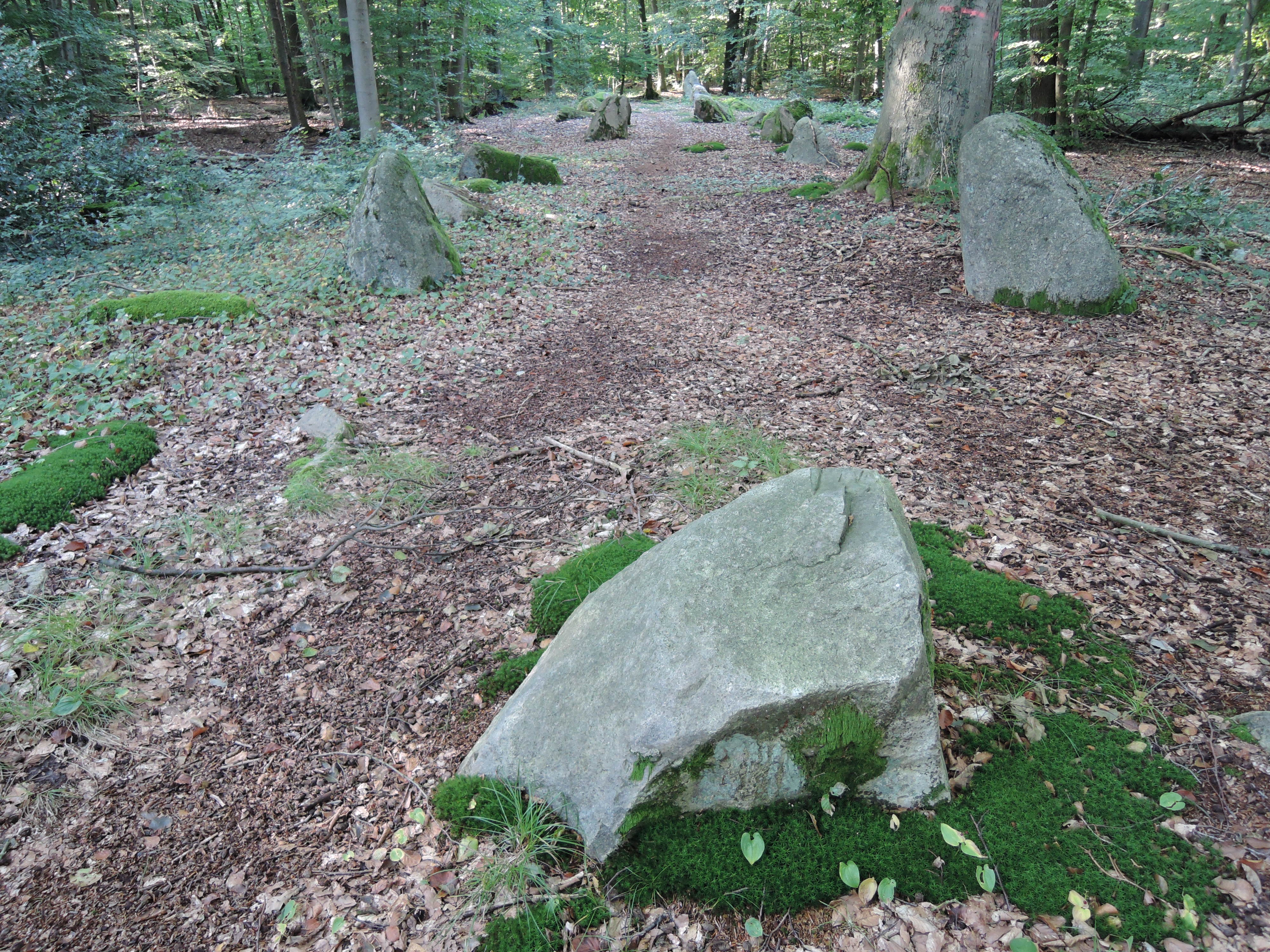
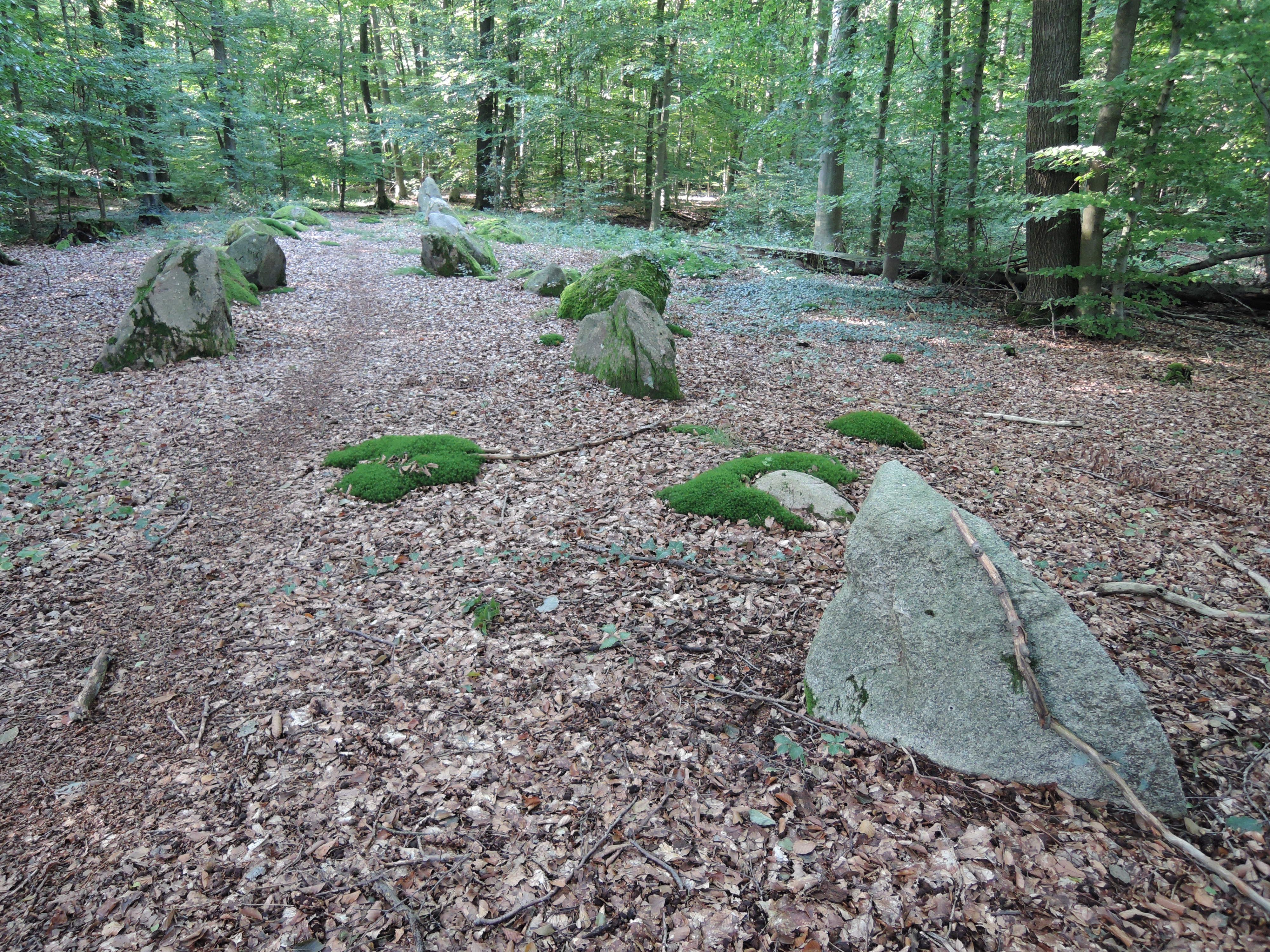
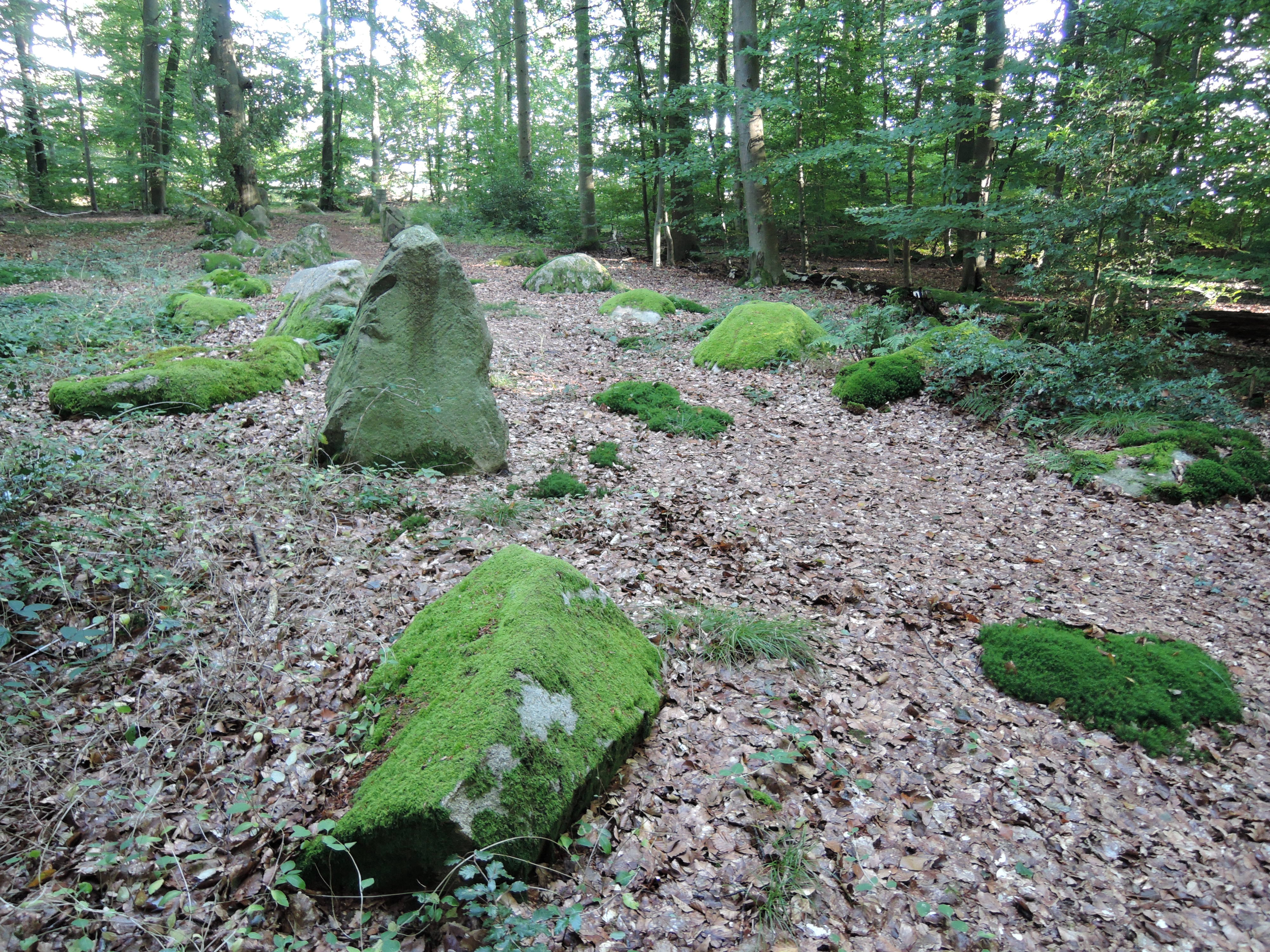
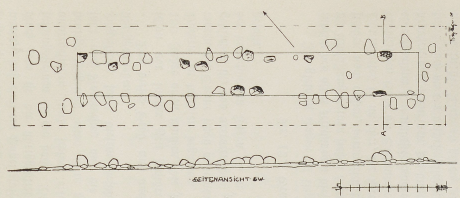
Zeichnung nach Krüger

### Anlage Barskamp 5
Sprockhoff-Nr. 710, ein Urdolmen im kurzen Hünenbett.

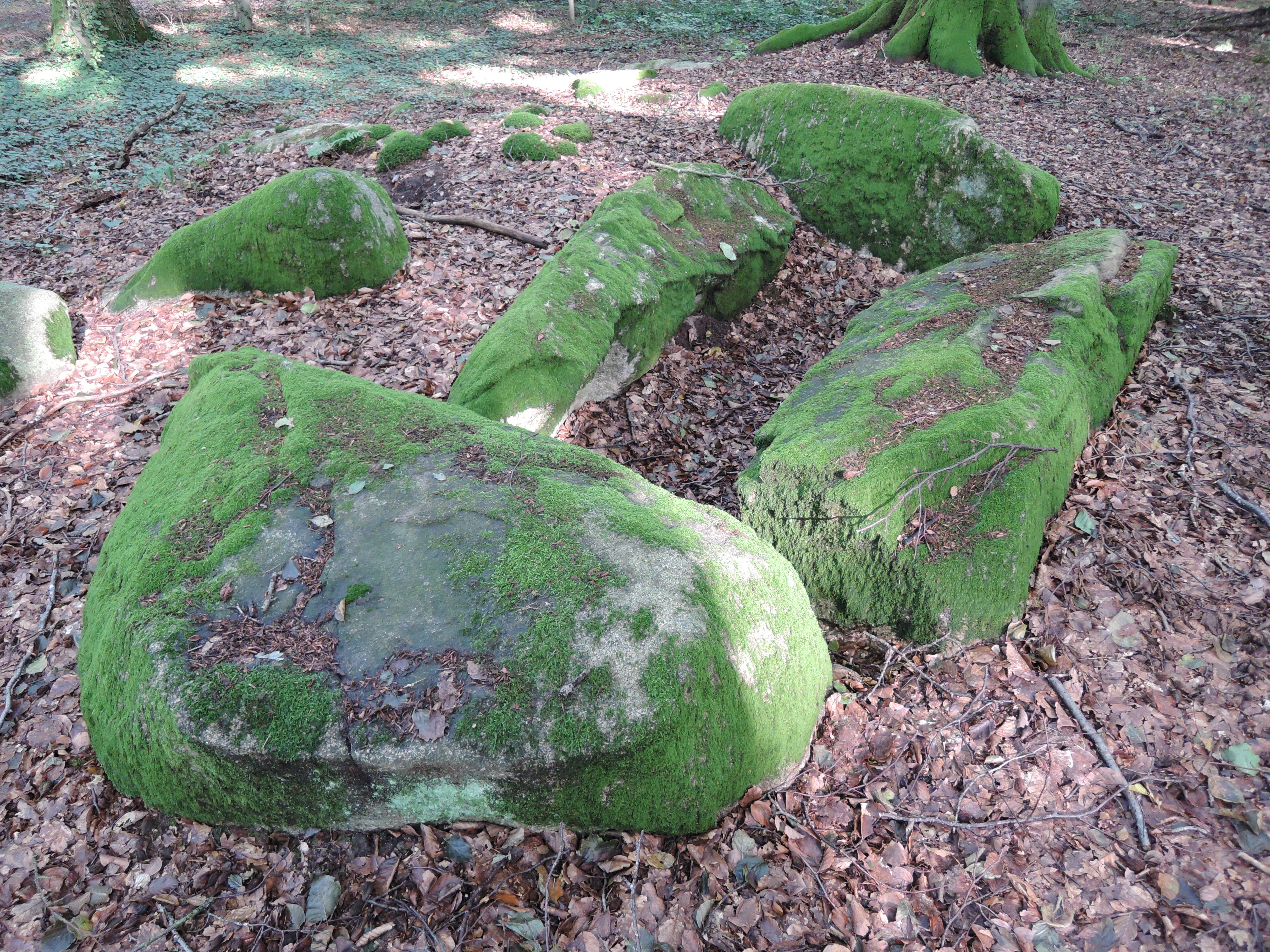
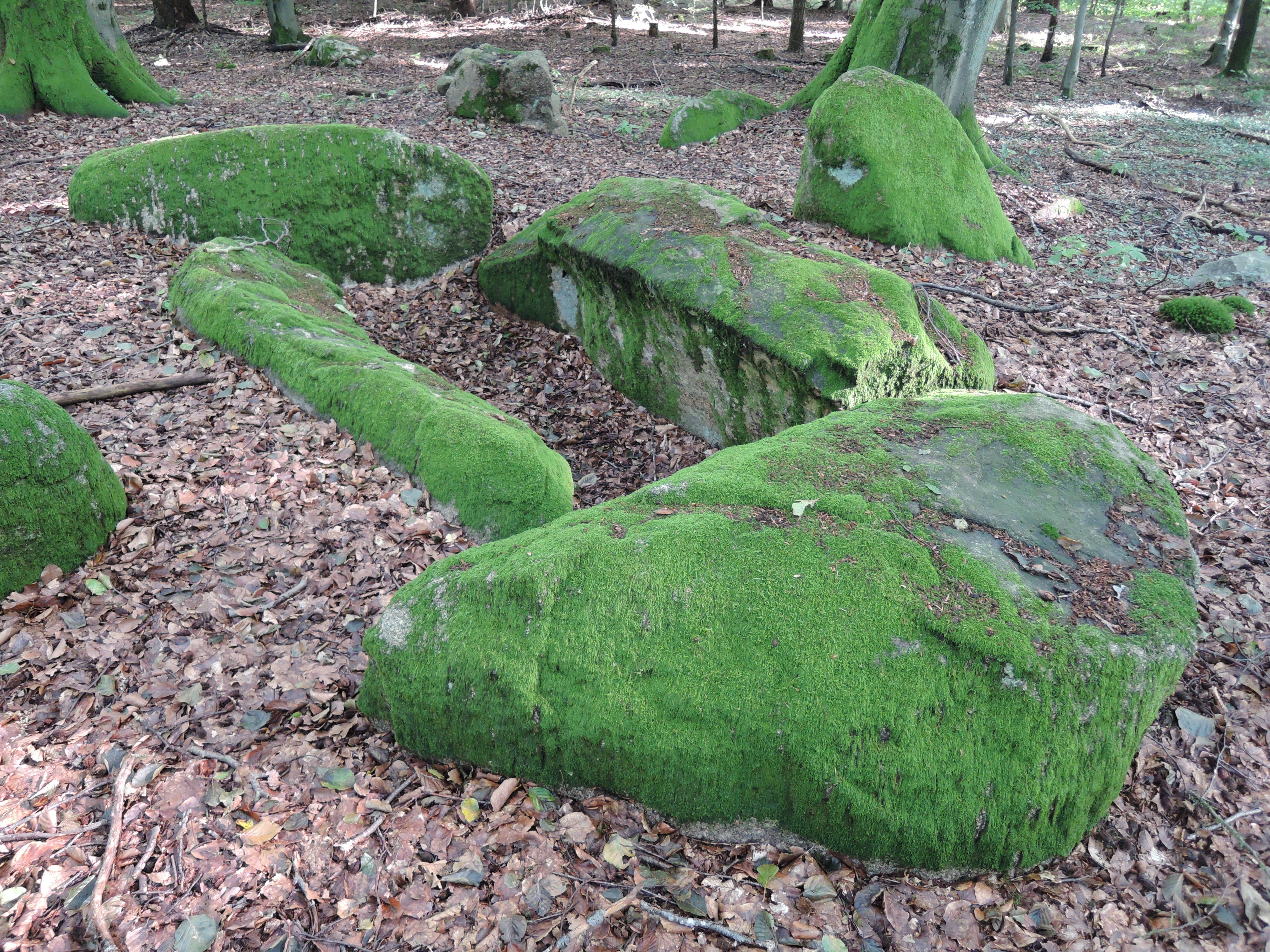
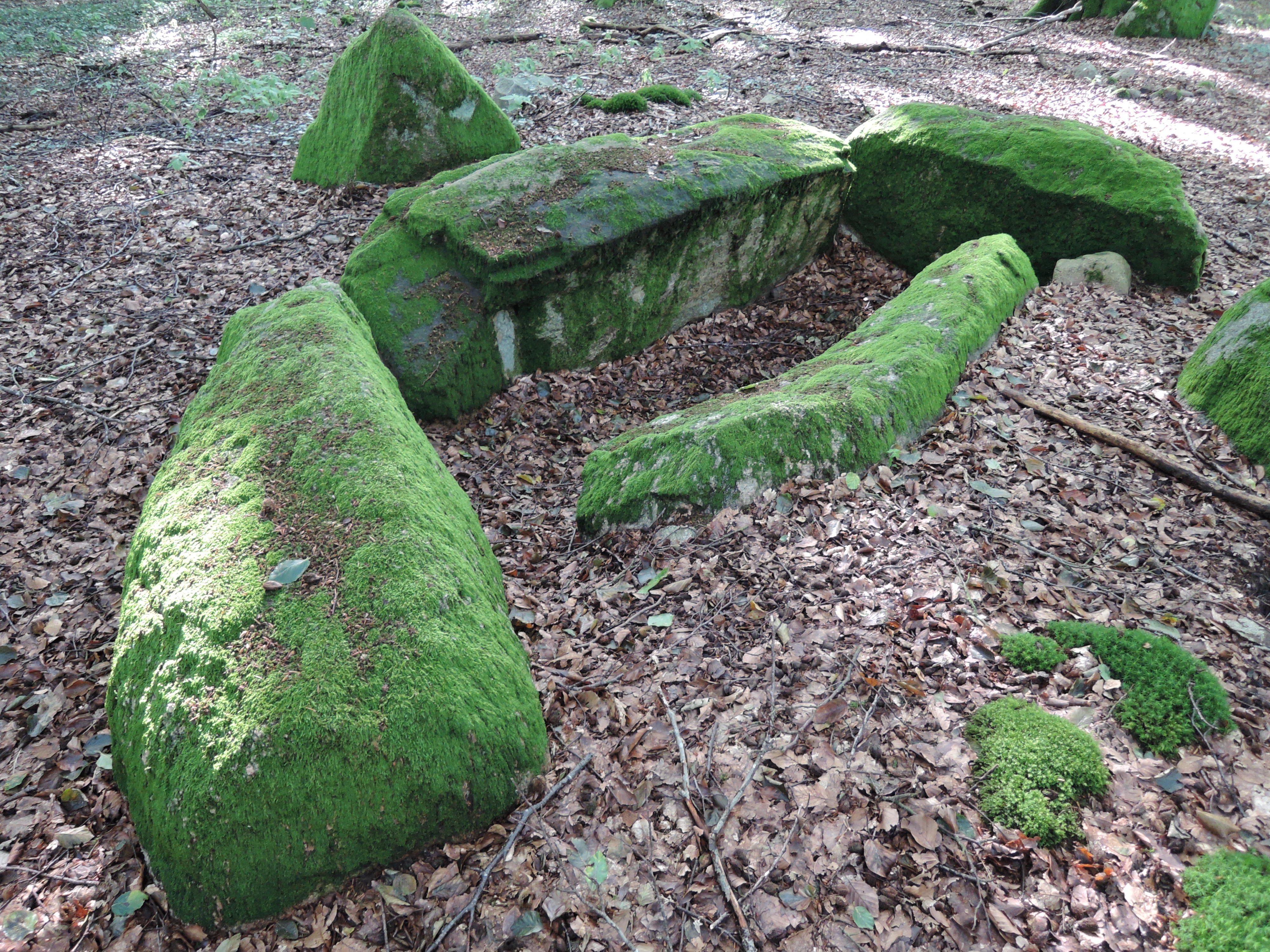
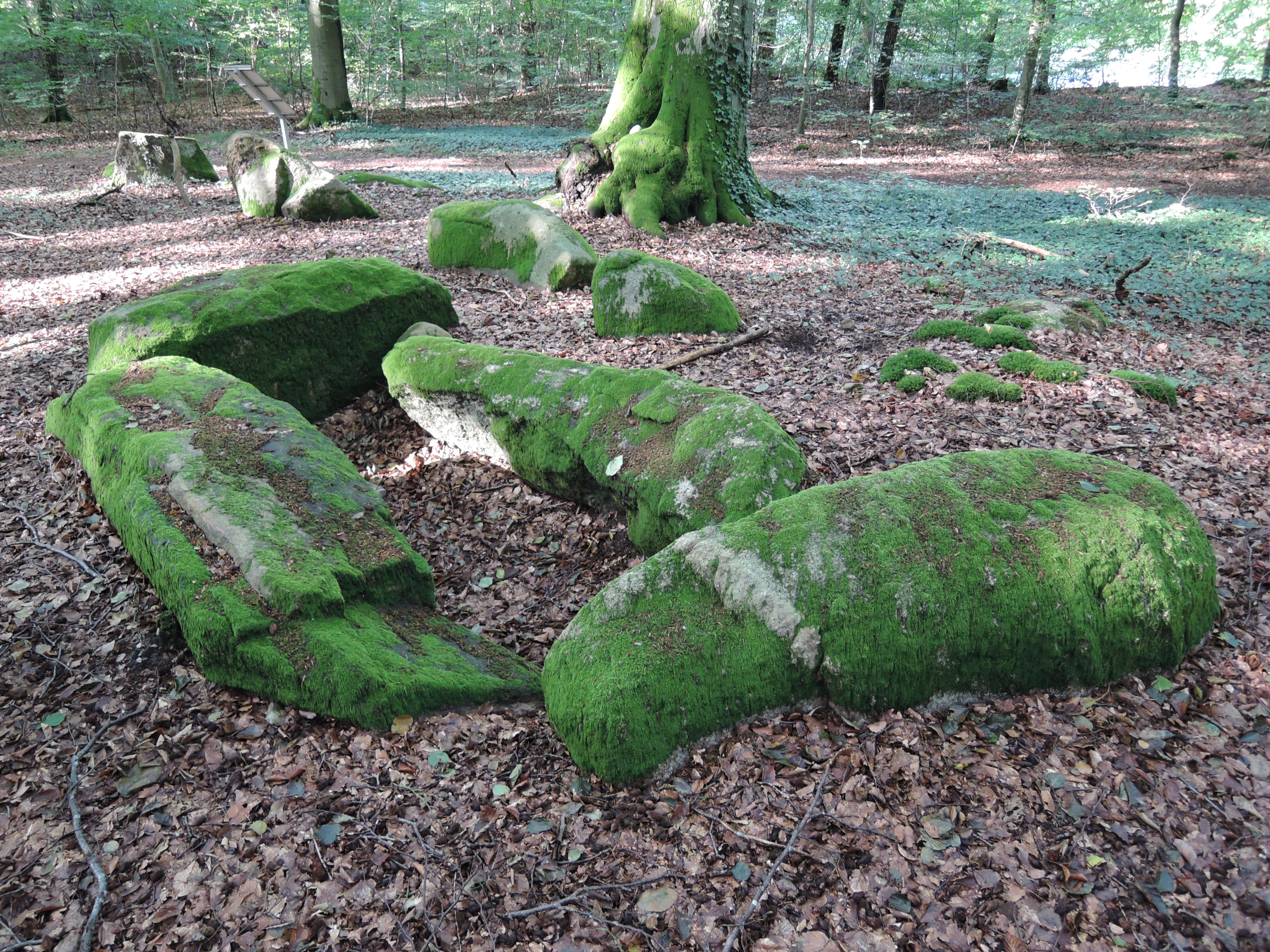

### Anlage Barskamp 6
Sprockhoff-Nr. 709

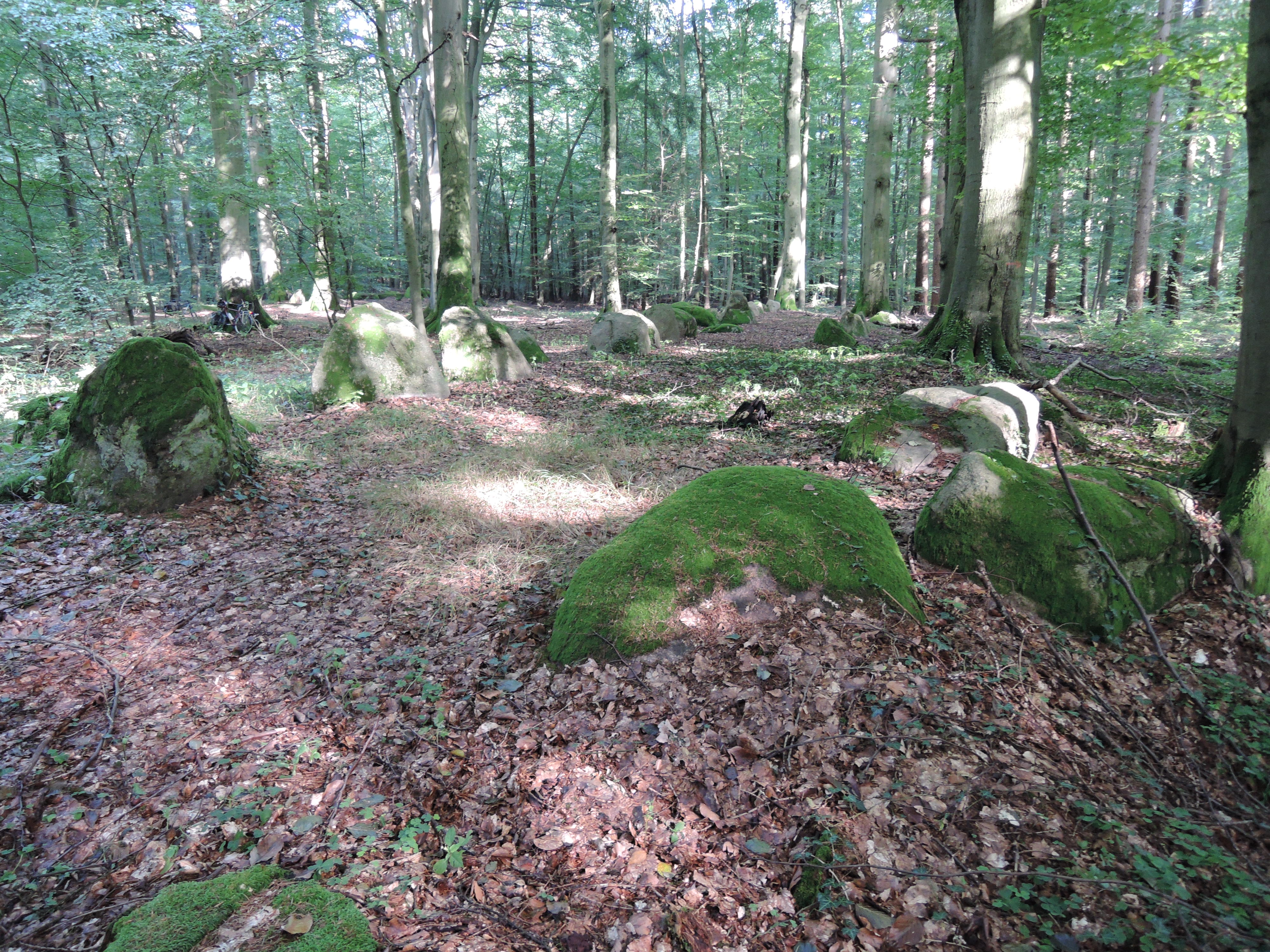
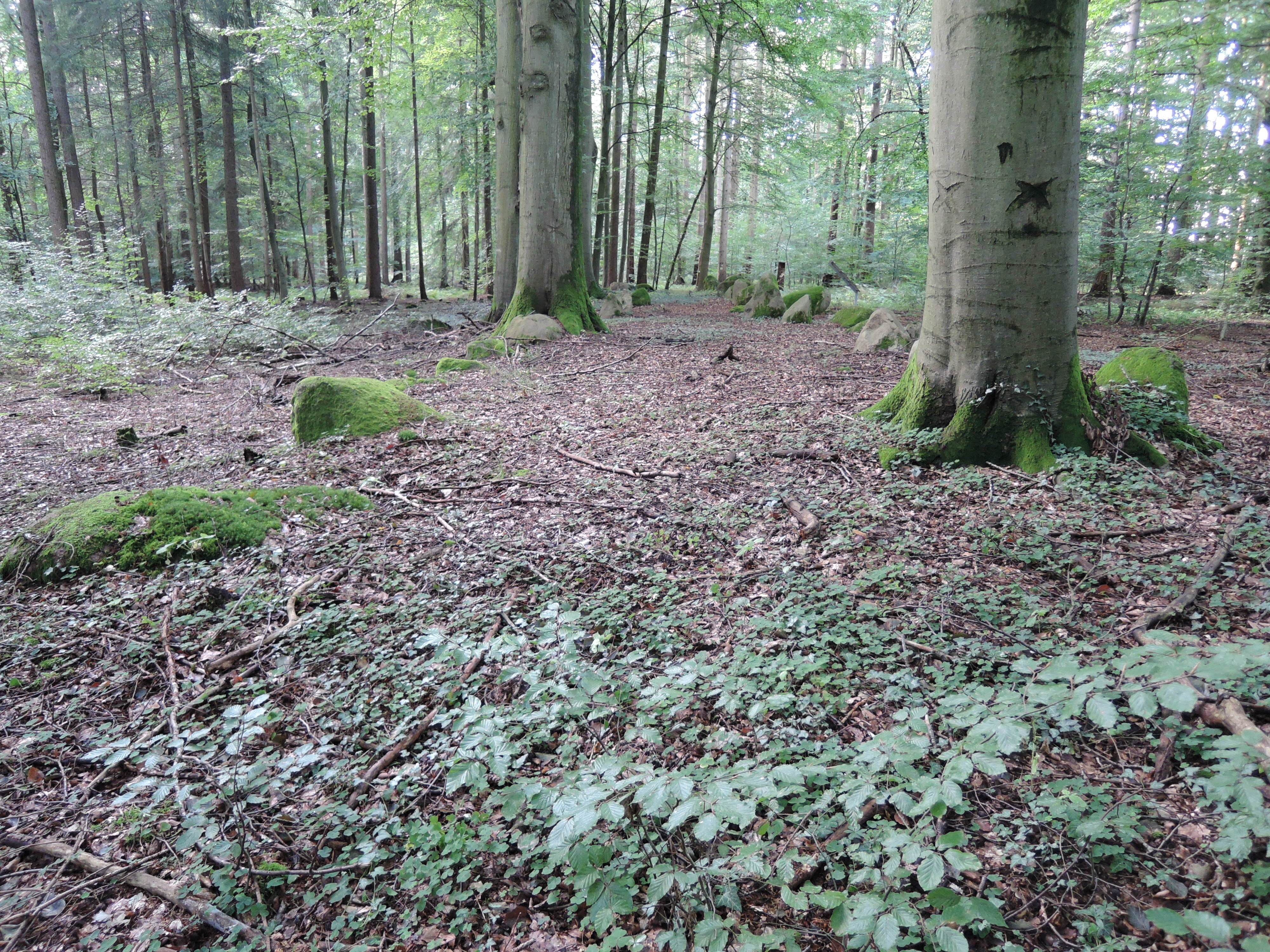
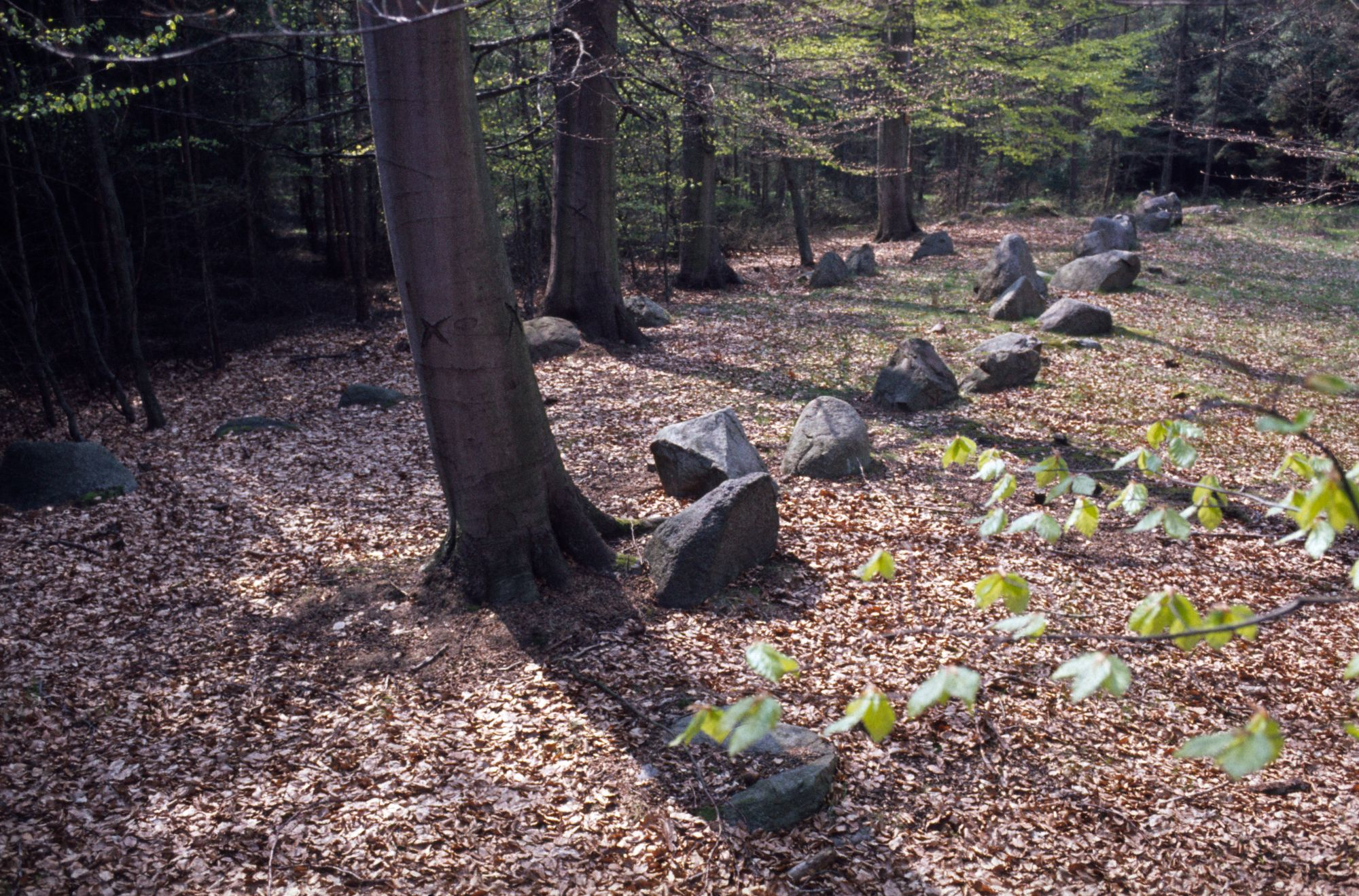
Situation 1988
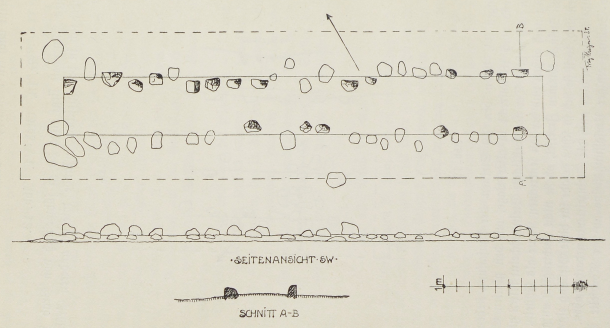
Zeichnung nach Krüger